# Хрулі
Хрулі́ — село в Україні, у Заводській міській громаді Миргородського району Полтавської області. Населення становить 46 осіб. Колишній орган місцевого самоврядування — Бодаквянська сільська рада.

## Географія

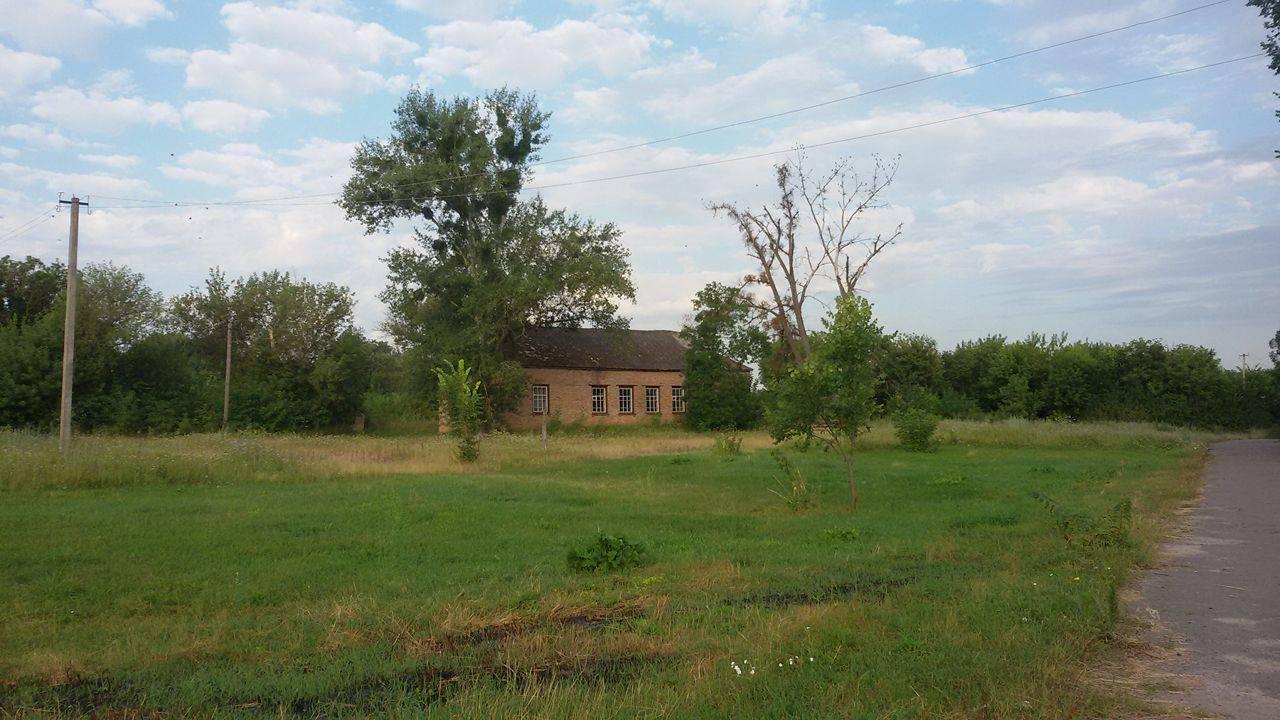
Центр села Хрулі, в кадрі стара будівля будинку культури (на момент 2016 року не працює)

Село Хрулі знаходиться на лівому березі річки Сула, вище за течією на відстані 0,5 км розташоване село Пісочки, нижче за течією на відстані 1,5 км розташоване село Бодаква, на протилежному березі — село Васильки. Річка в цьому місці звивиста, утворює лимани, стариці та заболочені озера.

## Історія
На 1666 рік у Хрулях 6 господарів орали на 2 волах, біля села на Сулі була гребля, яку будували гуртом. На греблі було 2 одноколісних млини, один з яких належав козакові Процику Мельнику, а інший — міщанину Івану Слененкову.
Як й сусіднє село Бодаква, наприкінці 16 століття село належало Григорію Гамалії. Після його смерті було заповідане його дружиною Марією Гамалією Свято-Михайлівському Золотоверхому монастиреві та своєму онукові Івану Михайловичу Гамалії.
У 1726 році Хрулі налічували 10 дворів, а у 1729—1731 роках вже 19.
На 1732 рік в реєстрі Сенчанської сотні Лубенського полку було записано 7 козаків з Хрулів.
На 1764 рік у Хрулях було 27 дворів а також діяла церква Івана Предтечі. Населення складало 110 осіб чоловічої та 122 особи жіночої статі.
За даними на 1859 рік Хрулі були власницьким та козацьким селом. Там була церква, ще в 1764 році, Іоанна Предтечі. У селі було 75 дворів, жіноче населення становило 231 особу, а чоловіче 227 особи.
На 1860 рік маєтності й кріпаки у Хрулях належали Катерині Василівні Галаган.
Приблизно з 1893 року у Хрулях працював шкіряний завод Ісаака Дусевицького, що переробляв до 2000 волячих шкір на рік.

За переписом населення 12 січня 1989 року населення Хрулів становило 176 осіб: 71 чоловічої й 105 жіночої статі.

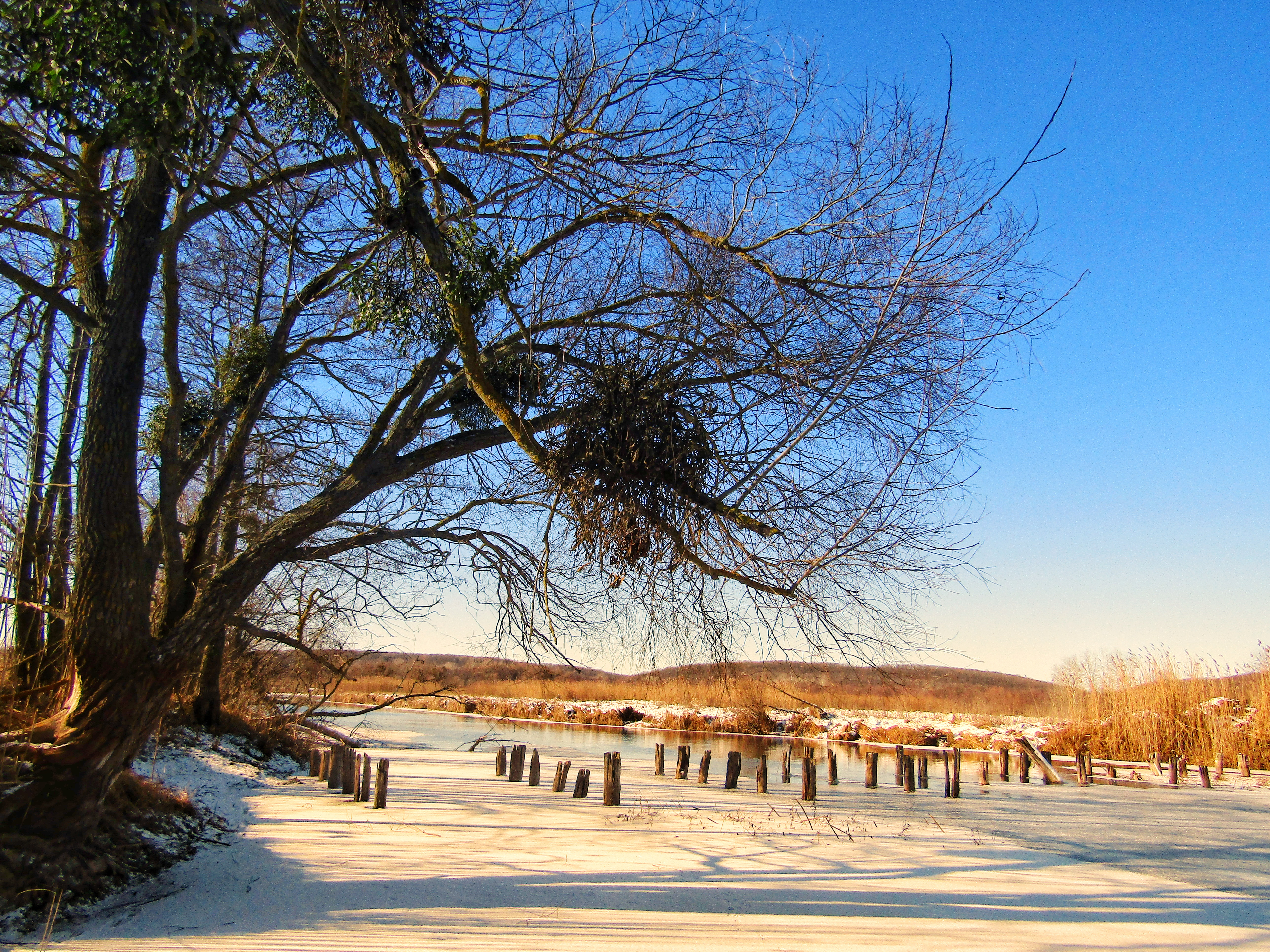
Залишки мосту через Сулу між Хрулями та Васильками (лютий 2020 р.)

Між Хрулями та Васильками, що знаходяться на протилежному березі Сули, ще кілька десятиліть тому був дерев'яний міст. Після руйнування моста через Сулу шлях до Васильків через Заводське, Млини та Лохвицю становить близько 25 кілометрів.

## Відомі люди
В Хрулях народилися
- учасник Німецько-радянської війни, Герой Радянського Союзу Бондаренко Василь Омелянович (1923—1973).
- Ларін Микола Миколайович (1992—2017) — солдат Збройних сил України, учасник російсько-української війни.

## Хрулі у літературі
Хрулі згадано у дитячих книжках Мельниченко Анастасії: «Що знаходять в Хрулях» та «Від Хрулів до Зюзюків».

## Хрулі на відео
- Зимові Хрулі.
- Хрулі. Панорамний огляд села із коптера.